# (323) Brucia
(323) Brucia és el nom que rep l'asteroide número 323, situat al cinturó d'asteroides.
Fou el primer asteroide descobert mitjançant l'astrofotografia i el primer descobert (dels més de 200 que trobaria) per l'astrònom Max Wolf des de l'observatori de Heidelberg, (Alemanya). Fou trobat el 22 de desembre del 1891.
Deu el seu nom a Catherine Wolfe Bruce, una destacada mecenes de l'astronomia que va finançar el telescopi des d'on va ser descobert.